# 黄長燁
黄 長燁（こう・ちょうよう、ファン・ジャンヨプ、朝鮮語: 황장엽、1923年〈大正12年〉2月7日 - 2010年10月9日）は、朝鮮民主主義人民共和国の思想家で主体思想の理論家、政治家。元朝鮮労働党国際担当書記。1997年に大韓民国（韓国）に亡命し、死去するまで韓国に在住していた。

## 生涯
咸鏡道出身とも平壌の江東郡出身とも言われる。地主の家庭に生まれ、中央大学法学部で学んだ。そのため教養のある日本語を話すことができ、北朝鮮在住時から度々日本のメディアによるインタビューに日本語で応じていた。大学は2年次で中退し、平壌に帰ってからは母校である平壌商業学校の数学と珠算の教師をしていた。
1949年、ソ連のモスクワ大学へ留学し哲学博士号を取得する。帰国後は金日成総合大学で教鞭を執り、1965年に同大学総長に就任。1970年には朝鮮労働党中央委員会委員に就任し、その後は党の国際担当書記や最高人民会議外交委員会委員長などの要職を歴任する。この時期には金日成国家主席の側近であり、そのゴーストライターとも言われた。
黄長燁の回顧録によれば、1974年、金正日が後継者に決まると、金日成は朝鮮民族の聖なる山として知られていた白頭山を訪ね、景色のよい箇所を適当に指さして「そこが息子の生まれた白頭密営の跡地だ」と述べ、後方の山を「正日峰」と命名したという。これによって金正日の出生地は白頭山ということになって神格化が始まったという。このとき、黄長燁は「金日成も俗物だ」と感じたという。
学者としても活発に活動し、諸外国に研究サークルを設立して主体思想の普及に努めた。

### 金日成総合大学総長時代
封建主義から共産主義に至る北朝鮮の発展段階で、黄長燁の考えは金日成と違っていた。黄長燁はマルクス・レーニン主義の社会発展論から「資本・社会両主義の過渡期を経過する必要がある」と主張したが、その過渡期を不要とする金日成から「資本・日和見両主義者」と睨まれた。これに対し金正日は「黄長燁は主体思想の体系化に必要な人材」と父に取り成して事なきを得た。しかし、後に黄長燁は様々なインタビューで金正日より金日成を評価しており、金日成は中国式の改革開放に肯定的だったとし、鄧小平と確執を起こして中国に批判的だった金正日は自己保身を優先して経済を低迷させたと証言しており、これは他の記録資料でも裏付けられている。

### 脱北
1997年2月、京王プラザホテルで行われたチュチェ思想国際研究所の国際セミナー日本実行委員会が主催する講演「21世紀と人間の地位に関する国際セミナー」のため訪日した直後の2月12日に帰路の北京で秘書の金徳弘（朝鮮労働党中央委員会資料研究室副室長）と共に韓国大使館に赴き亡命を申請する。4月20日に韓国に入国。
亡命理由について、黄長燁は手記で祖国の体制に義憤を覚え、その変革を図るためと述べている。但し、黄長燁は共産党体制よりも一歩進めた独裁化の為のイデオロギー的な整備を行った当事者でもある。この事から国内での権力闘争に敗れたため保身を図って亡命したのだとも言われている。また、在中国朝鮮人の女性との不倫関係により立場が悪化した為とも言われる。いずれにしても亡命の動機の真偽は定かではない。
黄長燁の亡命の前後には、北朝鮮当局が公式プロパガンダにおいて「主体思想」の語を出す頻度を減らし「赤旗思想」の語を登場させたことが観察されている。この事から、北朝鮮当局が「主体思想」（自主自立路線）を撤回する必要に迫られていることが疑われた。しかし、「赤旗思想」の語は程無くして消えた。
黄長燁ほどの高官が亡命するということは金正日体制が極めて不安定であるとの印象を海外の観察者に与えた。日本では現代コリア研究所の関係者を中心に一部では政権崩壊寸前との憶測を飛ばす者がいた。
なお、この亡命を受けて金正日は黄長燁の親族3000人を一斉検挙し、強制収容所に収監した。

### 亡命後
亡命後の黄長燁はソウルを拠点に文筆業、評論家業を営みつつ、アメリカを中心に金正日政権打倒を掲げて活動した。
2004年2月にはソウルにある支援者の事務所に赤ペンキで汚された黄長燁の写真が脅迫文と一緒に置かれるという事件があった。亡命から死去までの間ずっと、黄長燁はソウル市内にある自宅の住所を徹底的に秘匿していた上、常に国家情報院の職員と警察官による身辺警護を受けながら活動しており、襲撃は事実上不可能だったため、代わりに支援者が攻撃の対象とされたのである。
2006年12月21日には黄長燁が会長を務める自由北韓放送の事務所に「残されたのは死だけだ」という内容の脅迫文と赤い絵の具が塗られた黄長燁の写真、斧などが入った小包が送りつけられる事件が起きた。2008年9月27日には左翼系学生団体である韓国大学総学生会連合出身の運動家がこの事件の犯人として警察に検挙されており、また南北共同宣言実践連帯の事務室に対する家宅捜索でも脅迫と関連した文書が発見されている。
2007年4月には警察の南北共同宣言実践連帯に対する家宅捜索では黄長燁に対する「北朝鮮とは関連がないように」「処断と膺懲」などと記載された脅迫メモが発見された。
黄長燁は現在の北朝鮮と主体思想の関係について「本来の主体思想はマルクス・レーニン主義を北朝鮮の実情に合わせて朝鮮民族が主体的に革命運動を担う為のもの。金日成らの個人崇拝などは全く含んでおらず、完全に歪められている」と日本のニュース番組のインタビューで語っている。
2009年、脱北支援の活動をしていたエイドリアン・ホンとソウルで面会し、その場で金正日政権に代わる北朝鮮亡命政府の樹立への協力を要請されたが、朝鮮半島における正当な政府は大韓民国政府だけであるとして断った。
2009年6月23日には、CBSノーカットニュースにて、黄長燁の家族3人が北朝鮮を脱出して第三国に滞留していると報じられた。 
2010年4月4日から8日にかけてに日本を訪問。亡命直前の1997年以来13年ぶりとなった。
同年4月20日、韓国の警察当局は潜入していた北朝鮮の朝鮮人民軍偵察総局のスパイ2名の逮捕を発表した。供述によれば黄長燁の暗殺が目的であったという。
同年10月10日、ソウル江南区論硯洞72-10の自宅の浴室で死亡した状態で発見された。87歳没。遺体の第一発見者はボディガードとして黄長燁の自宅を警備していた警察官であった。毎朝5時から7時の間に半身浴をするのが日課だったという。
同年10月19日、ソウル地方警察庁は黄長燁が9日午後に半身浴をしている最中に心臓疾患で死亡したとみられると発表した。
10月12日には韓国政府により無窮花章（国民勲章1等級）が贈られ、同14日、大田国立顕忠院に埋葬された。
2015年5月17日、韓国検察は2009年から2010年にかけて、北朝鮮による黄長燁の暗殺計画があったと発表した。工作員を通じて、覚醒剤の取引をしていた韓国人男性を使って暗殺する計画だったが、実行する前に黄長燁が急死したため、暗殺計画はなくなった。

### 和田春樹との交流
黄長燁は、和田春樹が『思想』（1990年9月号）に朝鮮戦争に関する論文を発表後の1991年1月に和田春樹を平壌に招待しており、和田春樹は著書『金日成と満州抗日戦争』（平凡社、1992年）の前書きに「私の論文を読んで平壌に招いて下さった黄長燁先生と討論して下さったヒョン・ドゥヒョク、チェ・ジンヒョク先生たち……に深く感謝したい」と記している。萩原遼は、「黄長燁らはこれ（『思想』）にも当然目をとおしている。そのうえで乏しい外貨事情のなかから和田氏を平壌に招き、ごちそうし、歓待した。その意図は明白である。和田氏になにかを期待しているのである。彼らがタダ飯を食わせることはけっしてない」「和田氏の一連の著作が平壌政権にとって好ましいからである。朝鮮戦争についての和田氏の『研究』なるものが他愛もないもので、北朝鮮にとって痛くもかゆくもないどころか、むしろ彼らにとって好ましいものであることはすでにのべた。この線で大いにやってほしいということであろう」として、黄長燁が和田を平壌に招待した1991年1月は、ベルリンの壁崩壊とルーマニアのニコラエ・チャウシェスク大統領が処刑された1年後に当たり、「北の最大の後楯であるソ連の崩壊のはじまりという北朝鮮にとって存亡の危機の時期」であり、「その時期に乏しい外貨を割いて北朝鮮が和田氏を招いたのは、彼らの生き残りをかけた必死の工作の一環」であると指摘している。

## 遺作詩
事実上の遺書として、告別式で黄長燁の遺作詩が公開された。以下はこれを日本語訳したものである。

## 著作
- 『金正日への宣戦布告　黄長燁回顧録』（文藝春秋 1999年、文春文庫 2001年）
- 『北朝鮮崩壊へのシナリオ』（河出書房新社 2003年）
- 『金正日を告発する　黄長燁が語る朝鮮半島の実相』（産経新聞出版 2008年）

## 栄典
- 韓国国民勲章無窮花章（2010年）